# Équipe de Tchéquie de football au Championnat d'Europe 2000
L'équipe de Tchéquie de football participe à son 5e championnat d'Europe lors de l'édition 2000 qui se tient en Belgique et aux Pays-Bas du 10 juin 2000 au 2 juillet 2000. Les Tchèques sont éliminés au premier tour en terminant troisièmes du groupe D.

## Phase qualificative
La phase qualificative est composée de neuf groupes et les neuf vainqueurs de poule ainsi que le meilleur deuxième sont qualifiés. Les huit autres deuxièmes s'affrontent en barrages d'où sortent quatre vainqueurs. Ces quatorze équipes accompagnent la Belgique et les Pays-Bas, qualifiés d'office pour l'Euro 2000 en tant que pays organisateurs. La République tchèque termine 1re du groupe 9.
| Rang | Équipe             | Pts | J  | G  | N | P | Bp | Bc | Diff |  | Résultats (▼ dom., ► ext.) |     |     |     |     |     |     |
| ---- | ------------------ | --- | -- | -- | - | - | -- | -- | ---- |  | -------------------------- | --- | --- | --- | --- | --- | --- |
| 1    | Tchéquie           | 30  | 10 | 10 | 0 | 0 | 26 | 5  | +21  |  | Tchéquie                   |     | 3-2 | 4-1 | 3-0 | 2-0 | 2-0 |
| 2    | Écosse             | 18  | 10 | 5  | 3 | 2 | 15 | 10 | +5   |  | Écosse                     | 1-2 |     | 3-2 | 1-0 | 3-0 | 2-1 |
| 3    | Estonie            | 11  | 10 | 3  | 2 | 5 | 15 | 17 | -2   |  | Estonie                    | 0-2 | 0-0 |     | 1-4 | 1-2 | 5-0 |
| 4    | Bosnie-Herzégovine | 11  | 10 | 3  | 2 | 5 | 14 | 17 | -3   |  | Bosnie-Herzégovine         | 1-3 | 1-2 | 1-1 |     | 2-0 | 1-0 |
| 5    | Lituanie           | 11  | 10 | 3  | 2 | 5 | 8  | 16 | -8   |  | Lituanie                   | 0-4 | 0-0 | 1-2 | 4-2 |     | 0-0 |
| 6    | Îles Féroé         | 3   | 10 | 0  | 3 | 7 | 4  | 17 | -13  |  | Îles Féroé                 | 0-1 | 1-1 | 0-2 | 2-2 | 0-1 |     |

## Phase finale

### Premier tour
| Groupe D |          |     |   |   |   |   |    |    |      |
|          | Équipe   | Pts | J | G | N | P | BP | BC | Diff |
| 1        | Pays-Bas | 9   | 3 | 3 | 0 | 0 | 7  | 2  | +5   |
| 2        | France   | 6   | 3 | 2 | 0 | 1 | 7  | 4  | +3   |
| 3        | Tchéquie | 3   | 3 | 1 | 0 | 2 | 3  | 3  | 0    |
| 4        | Danemark | 0   | 3 | 0 | 0 | 3 | 0  | 8  | -8   |

| 11 juin 18h00 | France   | 3 | 0 | Danemark |
| 11 juin 20h45 | Pays-Bas | 1 | 0 | Tchéquie |
| 16 juin 18h00 | Tchéquie | 1 | 2 | France   |
| 16 juin 20h45 | Danemark | 0 | 3 | Pays-Bas |
| 21 juin 20h45 | Danemark | 0 | 2 | Tchéquie |
| 21 juin 20h45 | France   | 2 | 3 | Pays-Bas |

| 11 juin 2000                      | Pays-Bas              | 1 - 0 | Tchéquie | Amsterdam ArenA, Amsterdam                         |                                                    |
| 20:45 · Historique des rencontres | F. de Boer 89e (pen.) |       |          | Spectateurs : 50 000 Arbitrage : Pierluigi Collina | Spectateurs : 50 000 Arbitrage : Pierluigi Collina |
| 20:45 · Historique des rencontres | (Rapport)             |       |          | Spectateurs : 50 000 Arbitrage : Pierluigi Collina | Spectateurs : 50 000 Arbitrage : Pierluigi Collina |

| 16 juin 2000                      | Tchéquie            | 1 - 2 | France                   | Stade Jan Breydel, Bruges                    |                                              |
| 18:00 · Historique des rencontres | Poborský 35e (pen.) |       | Henry 7e · Djorkaeff 60e | Spectateurs : 25 000 Arbitrage : Graham Poll | Spectateurs : 25 000 Arbitrage : Graham Poll |
| 18:00 · Historique des rencontres | (Rapport)           |       |                          | Spectateurs : 25 000 Arbitrage : Graham Poll | Spectateurs : 25 000 Arbitrage : Graham Poll |

| 21 juin 2000                      | Danemark  | 0 - 2 | Tchéquie        | Stade Maurice Dufrasne, Liège                      |                                                    |
| 20:45 · Historique des rencontres |           |       | Šmicer 64e, 67e | Spectateurs : 25 000 Arbitrage : Gamal Al-Ghandour | Spectateurs : 25 000 Arbitrage : Gamal Al-Ghandour |
| 20:45 · Historique des rencontres | (Rapport) |       |                 | Spectateurs : 25 000 Arbitrage : Gamal Al-Ghandour | Spectateurs : 25 000 Arbitrage : Gamal Al-Ghandour |

## Effectif
Sélectionneur : Jozef Chovanec
| No. | Pos.      | Joueur            | Date de naissance et âge | Sélec. | Club                |
| --- | --------- | ----------------- | ------------------------ | ------ | ------------------- |
| 1   | Gardien   | Pavel Srníček     | 10 mars 1968             | 32     | Sheffield Wednesday |
| 2   | Défenseur | Tomáš Řepka       | 2 janvier 1974           | 37     | Fiorentina          |
| 3   | Milieu    | Radoslav Látal    | 6 janvier 1970           | 55     | Schalke 04          |
| 4   | Milieu    | Pavel Nedvěd      | 30 août 1972             | 44     | Lazio de Rome       |
| 5   | Défenseur | Milan Fukal       | 16 mai 1975              | 4      | Sparta Prague       |
| 6   | Milieu    | Petr Vlček        | 18 octobre 1973          | 15     | Slavia Prague       |
| 7   | Milieu    | Jiří Němec        | 15 mai 1966              | 80     | Schalke 04          |
| 8   | Milieu    | Karel Poborský    | 30 mars 1972             | 56     | Benfica Lisbonne    |
| 9   | Attaquant | Pavel Kuka        | 19 juillet 1968          | 77     | VfB Stuttgart       |
| 10  | Attaquant | Jan Koller        | 30 mars 1973             | 15     | Anderlecht          |
| 11  | Milieu    | Tomáš Rosický     | 4 octobre 1980           | 2      | Sparta Prague       |
| 12  | Attaquant | Vratislav Lokvenc | 27 septembre 1973        | 30     | Sparta Prague       |
| 13  | Milieu    | Radek Bejbl       | 29 août 1972             | 48     | Atlético Madrid     |
| 14  | Milieu    | Pavel Horváth     | 22 avril 1975            | 8      | Slavia Prague       |
| 15  | Milieu    | Marek Jankulovski | 9 mai 1977               | 0      | Baník Ostrava       |
| 16  | Gardien   | Ladislav Maier    | 4 janvier 1966           | 6      | Rapid Vienne        |
| 17  | Attaquant | Vladimír Šmicer   | 24 mai 1973              | 42     | Liverpool           |
| 18  | Défenseur | Jiří Novotný      | 7 avril 1970             | 24     | Sparta Prague       |
| 19  | Défenseur | Karel Rada        | 2 mars 1971              | 43     | Slavia Prague       |
| 20  | Milieu    | Patrik Berger     | 10 novembre 1973         | 39     | Liverpool           |
| 21  | Défenseur | Petr Gabriel      | 17 mai 1973              | 8      | Sparta Prague       |
| 22  | Gardien   | Jaromír Blažek    | 29 décembre 1972         | 0      | Sparta Prague       |

## Navigation